# Sofavælger
En sofavælger er en stemmeberettiget, der til et demokratisk valg ikke stemmer. Ordet kommer af, at man vælger at blive hjemme på sofaen i stedet for at deltage.
De konjunkturelle sofavælgere udgør den største gruppe af sofavælgerne. De bestemmer sig fra valg til valg om de vil deltage eller ej – alt efter hvor betydningsfuld det enkelte valg er for dem (folketingsvalg har for det meste større vælgertilslutning end europaparlamentsvalg). De er for det meste nogenlunde tilfredse med systemet, har ringe eller ingen partibinding og tenderer generelt til at vælge forskelligt fra gang til gang.  
Selve ordet sofavælger er et bevidst valgt ord der skal indsætte en bestemt diskurs, nemlig at hvis man ikke stemmer er det fordi man er doven og hellere vil ligge på sofaen og ikke vil involvere sig i demokratiet. 
Det har sikkert sin rigtighed, men samtidig er der en gruppe der er utilfredse med selve måden det demokratiske system er indrettet på, de vil fx have mere medbestemmelse, i form af direkte demokrati og er altså derfor mere involveret i politik end gennemsnitsdanskeren. Der er set hændelser hvor folk brænder deres stemmeseddel uden foran Christisansborg eller rådhuset i København, sådanne symbolske handlinger organiseres hvert år.   